# 鍋田辞書
鍋田辞書（なべたじしょ）は、Unicode対応の多言語の外国語向け辞書ソフト。各種外国語に対応した辞書検索を実現する。ユーザー自身による編集やデータ作成が可能なため単語帳ソフト、辞書作成ソフトとしても使うことができる。鍋田辞書は2005年9月から開発を始め2005年10月8日にホームページ上で公開。2007年3月刊行の日刊工業新聞社 日中韓英知的財産用語辞書 ISBN 978-4-526-05834-9 C3034 の付属CD-ROM辞書の辞書ソフトに鍋田辞書が採用された。開発、サポートは長く続いており、辞書ソフトのみならず鍋田辞書オリジナルの辞書データの開発や、別環境で動作する鍋田辞書シリーズの開発も続けられている。特にタイ語データの開発に積極的である。

## 鍋田辞書 Windows版の特徴
- 各種言語に特化した機能を持っており、汎用辞書ソフトでありながら、各言語ごとに個別の対応をしている。
- 多機能、高機能である。
- 対応データの種類が多い。

## 鍋田辞書シリーズ
- 鍋田辞書 Windows版
- PHP版 鍋田辞書
- PHP版 鍋田辞書クイズ
- Perl版 鍋田辞書CGI
- 鍋田辞書 Linux/FreeBSD版(FreeBSDではLinuxエミュレータで動かす)

## オンライン辞書検索
オンライン鍋田辞書 PHP版 鍋田辞書を利用したオンラインの検索サイトを無料公開。タイ語、英語、韓国語、エスペラント語などに対応。

## 鍋田辞書オリジナルデータ
タイ語、韓国語、エスペラント語、スペイン語、中国語などのデータを無料で配布。このうちタイ語データが最も大きく、他の言語は小さいデータとなっている。

## 対応OS、動作環境
Microsoft Windows(Windows XP以降推奨。Windows 95 - Windows 7), Linux (x86)。PHPまたはPerlで動作するCGI環境。Windows 98ではUnicodeが全く扱えない辞書ソフトもあるが、鍋田辞書ではWindows 98でも制限付きながらUnicodeが扱える。

## ライセンス
公式に配布中の全ての鍋田辞書シリーズがフリーソフトとなっていて無料で使用できる。
Windows版はVer 5.0からフリーソフトに変更された。

## 直接検索可能なデータ形式(Windows版)
- 鍋田バイナリ(各種テキストを変換登録した形式)
- 鍋田CGIデータ
- 鍋田テキスト
- EDICT形式テキスト
- 辞郎テキスト
- PDIC1行テキスト
- プレインテキスト
- EPWING
- 電子ブック(EB、EBG、EBXA、EBXA-C、S-EBXA)
- PDIC for Win32用のPDIC辞書
- PDIC for Unicode用のPDIC辞書(非対応のもの有り)

## 変換登録可能なファイル形式(Windows版)
- 鍋田テキスト(行の先頭がセミコロンなら単語の行、それ以降は訳語、行頭が#ならコメント)
- 鍋田CGIデータ
- CSVファイル
- EDICT形式テキスト(和英辞書EDICT/EDICT2、中国語→英語辞書CEDICT、日本語→ドイツ語辞書WadokuJT)(訳語の単語を見出しする、英語なら和英を英和に変換する機能有り)
- 辞郎テキスト(発音記号をUnicodeに変換可)
- PDIC1行テキスト
- PDICテキスト
- Suorsdic カンボジア語データ
- 実用エスペラント小辞典形式テキスト
- Excel,Word形式(テキスト部分のみ有効、要Excel,Word)
- WX2+テキスト
- 旺文社ロワイヤル仏和中辞典第二版付属のCD-ROM

## 実績
- 2007年3月　日刊工業新聞社 日中韓英知的財産用語辞書 ISBN 978-4-526-05834-9 C3034 の付属CD-ROMにバンドル。
- 2007年～2008年　翻訳学校のサン・フレアアカデミー「PC活用＆辞書検索」セミナーで鍋田辞書の実演の講習。